# Caso Piedad Córdoba
El Caso Piedad Córdoba se debe a la destitución e inhabilidad de la senadora colombiana Piedad Córdoba, acción proferida por el jefe de la Procuraduría General de la Nación —en muchos países conocido como Ministerio Público— Alejandro Ordóñez, quien decidió según evidencias acusatorias que la involucran por colaboración a las FARC, sancionarla de su cargo público e impedirle ejercer cargos públicos por 18 años.
Este hecho generó una fuerte controversia en Colombia, que irradió en la comunidad internacional, por ser considerado como persecución política por la propia senadora, de entorpecer el proceso de paz por como sostuvieron varios presidentes de Estado[¿cuál?] y además de no tener ningún precedente de este tipo en esa república suramericana.[cita requerida]. La Corte Suprema de Justicia rectificó el fallo contra Piedad Córdoba.

## Hechos
El 27 de septiembre de 2010, la Procuraduría General de la Nación decidió destituir a Piedad Córdoba de su cargo como senadora y la inhabilitó por 18 años para ejercer oficios gubernamentales. El fundamento del procurador Alejandro Ordóñez sobre esta sanción se debió a las pruebas de vínculos con las FARC. Dichas pruebas fueron extraídas de los computadores del guerrillero Luis Edgar Devia Silva alias «Raúl Reyes» basado en informes presentados por la Interpol, del Cuerpo Técnico de Investigación (CTI) y la Dijin, sobre la autenticidad de esos medios electrónicos.
La Procuraduría analizó las salidas del país de la senadora Córdoba, las interceptaciones telefónicas a guerrilleros del Bloque Libardo García (FARC) de Cali y el testimonio del ucraniano infiltrado Viktor Tomnyuuk, que tuvo contactos con el comandante del Frente 30 de las FARC, alias «Mincho».

[...] la senadora emitió consejos al grupo de las FARC relacionados con no enviar videos de personas secuestradas por el grupo insurgente a cambio de grabaciones de voz de los mismos, con el fin de adoptar una mejor estrategia en la búsqueda de sus objetivos [...] dio información a este grupo al margen de la ley sobre temas diferentes a la liberación de los secuestrados, entre ellos, posibles donaciones de gobiernos extranjeros a departamentos colombianos [...] instruyó y solicitó a las FARC que suministraran pruebas de vida de los secuestrados con el fin de favorecer a gobiernos de otros países [...] ejerció actos de promoción con el fin de favorecer los intereses del grupo subversivo. [...] pero fue absuelta por el cargo de «traición a la patria».
Redacción de noticia: Semana y Dinero.

La Procuraduría dijo además, según sus pruebas, que la senadora era conocida con los apodos de: "La Negra", "La Negrita", "Teodora", "Teodora de Bolívar" y "Dorotea"; con los cuales fue identificada en sus contactos con las FARC. Al conocer el hecho, de inmediato la senadora Córdoba expresó lo siguiente:

[se trata de] una estrategia política total, ha sido una manera ruin de acabar no solamente con la oposición, sino con la izquierda en Colombia. Es muy incómodo estar sometido a esto, pero pienso también que hace parte de la política que se está dando en el país y que es una manera de sacarme de la política.
Piedad Córdoba, septiembre de 2010.

Asimismo aclaró que las evidencias tomadas en su contra, las cuales fueron obtenidas de los computadores de alias «Raúl Reyes» según el gobierno colombiano, es un montaje que beneficia a los intereses de algunos políticos de ese país: «Estoy totalmente convencida además de que fue escrito por personas de inteligencia, los intereses del ministro de la Defensa en ese momento, el general de la Policía».
En adición a las pruebas utilizadas por la Procuraduría, con la muerte del guerrillero alias Mono Jojoy, las autoridades colombianas encontraron más pruebas en los computadores personales del guerrillero. En los correos electrónicos encontrados, los miembros de las FARC le asignaron el apodo de "Gaitán" a la entonces senadora Córdoba. También hablan de financiación para las labores de Córdoba, coordinación de estrategias políticas y de las alertas Córdoba a las FARC sobre operaciones militares contra la organización.

## Polémica
En declaración formal, Piedad Córdoba por medio de un comunicado emitido en su portal de Internet Piedad y la mujer, dijo: «Considero que la investigación disciplinaria adelantada por el señor Procurador, no tiene respaldo probatorio, mérito jurídico alguno y menos aún valor moral y ético.», y se refirió al procurador Alejandro Ordóñez con lo siguiente:

Quien temerariamente me acusa y me sanciona se encuentra seriamente cuestionado por sus actuaciones contra los derechos de la mujer, la población LGBT; las operaciones ilegales del DAS; la absolución, desestimando pruebas válidas en el caso de la llamada 'Yidis Política', razón por la cual (en este último caso) se encuentra investigado por la Corte Suprema de Justicia.
Piedad Córdoba, septiembre de 2010.

También aseveró que este hecho consiste en una persecución política en contra de su integridad, manifiesta desde hace 12 años y citó algunos de los problemas acaecidos por su actividad política como su secuestro, exilio, atentados, y «las operaciones ilegales de interceptación y seguimiento» que aclaró que son «de público conocimiento» y agregó «las cuales deberían ser la preocupación real de la Procuraduría General de la Nación.» Uno de sus abogados defensores, Ciro Quiroz, rechazó la sanción impuesta por el procurador Alejandro Ordóñez y la calificó de ser «sin precedentes en la historia nacional [colombiana]» y agregó «se nota cierta sevicia del operador judicial, como quiera que la senadora le tiene denuncias también al señor procurador»

## Reacciones

### Colombia
- Gustavo Petro, senador PDA: «No estoy de acuerdo con que silencien a Piedad Córdoba, mientras Venezuela avanza en el pluralismo, Colombia retrocede»[10]

- Fernando Araújo, presidente del partido Conservador: «hay que respaldar la decisión de la Procuraduría, y agradecer que le dé claridad sobre este tema a todos los colombianos».[10]

- Alexandra Moreno, congresista del Mira: «[me parece] un poco exagerada la sanción, pues no se entiende como a otras personas, como a las vinculadas a la 'parapolítica' no se les han puestos sanciones tan drásticas. Habría que tener claro qué encontró la Procuraduría, porque ella en algún momento estuvo autorizada para hacer algunas labores de paz. Me parece una sanción de por de vida. Queda como un sinsabor, creo que se ha exagerado la medida».[10]

- Carlos Gaviria, político PDA: «como jurista y ex magistrado de la Corte Constitucional no puedo juzgar ni desconceptuar a priori una decisión cuyos fundamentos desconozco, [...] es lamentable que se tenga que dudar de las decisiones de la Procuraduría por conocer de cierta animadversión del Procurador [Alejandro Ordóñez] contra la senadora Piedad Córdoba y por conocer su orientación política.»[10]

- El Partido Liberal, por medio de su director Rafael Pardo declaró: «el Partido Liberal lamenta la decisión del señor Procurador pero es respetuoso de las determinaciones de los órganos de control.» Y también manifestó: «[el partido] espera que la senadora, [...] a través de su apoderado, pueda hacer uso del debido proceso que le permita aclarar sus actuaciones, [...] pues las gestiones humanitarias de liberación de secuestrados contaban con la autorización del Gobierno de ese entonces y el respaldo del [partido].»[11]

- También, familiares de secuestrados se hallaron preocupados, debido a que la destitución e inhabilitación pueda truncar el proceso de su liberación, liderado en Colombia por la fundación que preside Córdoba. Noemí Julio, madre del secuestrado mayor de la Policía Nacional de Colombia, Guillermo Solórzano, hizo un llamado general que decía: «Confiemos que no afecte y que ella siga luchando por la libertad de nuestros muchachos, [...] Hago un llamado a las partes, al Gobierno y a las Farc, para que se sienten a dialogar y lleguen a un acuerdo entre sí, [...] y a la iglesia católica y que nuestros seres queridos regresen pronto a su hogar».[12]

- En la ciudad de Santiago de Cali, se reunirán 100 mujeres para marchar en pro de la senadora.[13]

- Con relación a las animadversiones (antipatía) citada por el excandidato presidencial de 2006; Iván Cepeda, miembro del movimiento de Colombianos y Colombianas por la Paz dijo:

Esta decisión del Procurador General es una más de esas persecuciones, pero estoy seguro de que la senadora saldrá airosa de este nuevo momento difícil de su carrera política, e indicó que: La senadora Piedad Córdoba ha sido víctima de múltiples persecuciones en el país y su vida privada ha sido destruida por la acción de la interceptación de sus comunicaciones y el espionaje del DAS. —y reiteró— Ha sido víctima de secuestro y de múltiples persecuciones por sus tareas en materia humanitaria y de paz.
Redacción de noticia, El Tiempo.

### Comunidad internacional
- El presidente venezolano Hugo Chávez declaró: «“Yo estoy absolutamente seguro de que Piedad Córdoba es inocente de cualquier señalamiento que se le haga de cooperación, no quiero ni hablar de terrorismo, no, cooperación, con la guerrilla colombiana» calificó de «infamia» el hecho producido contra Córdoba.[14]

- El expresidente argentino, y titular de la UNASUR Néstor Kirchner expresó un fuerte apoyo a Córdoba: «Tengo respeto por la senadora Piedad Córdoba, nadie la puede relacionar con las FARC» y agregó « ha tenido una actitud democrática».[15]

- Bolivia El presidente boliviano Evo Morales respaldó solidariamente a Piedad Córdoba e hizo un llamado a la comunidad internacional comprometida con los Derechos Humanos a «expresar su voz de protesta ante esa injusticia». Asimismo pidió a las autoridades colombianas a ejercer la justicia con respecto a las medidas tomadas contra la senadora, a quien destacó su «gestión de paz» y «la labor humanitaria»; y declaró que la decisión «no sólo afecta a Córdoba, sino también a su movimiento 'Colombianos y Colombianas por la paz», al mismo tiempo que dijo:

No es posible que en pleno siglo XXI se castigue a la compañera Córdoba que ha mediado con éxito en la liberación de secuestrados por las Farc, con la destitución del cargo y la inhabilitación por 18 años, que no es otra cosa que su muerte civil. [...] Ello provocará grandes obstáculos para aquellos valientes colombianos que están dispuestos a luchar por la paz, los derechos humanos y la libertad de los secuestrados.
Evo Morales, presidente de Bolivia. 1 de octubre de 2010.

- Cuba El dictador cubano Fidel Castro halagó la personalidad de la senadora: «Piedad Córdoba es una persona inteligente y valiente, expositora brillante, de pensamiento bien articulado», y dijo: «No me sorprende, sin embargo, la decisión tomada por el Procurador General, que obedece a la política oficial de ese país virtualmente ocupado por las tropas yankis.»[17]